# اسرا ديرمانكلوجلو
اسرا ديرمانكلوجلو (بالتركية: Esra Dermancıoğlu)‏ (7 ديسمبر 1968 -) هي ممثلة تركية عملت في العديد من الأعمال الكوميدية والدرامية، واشتهرت بشخصية "مسير"، المرأة القاسية والحشرية في المسلسل التركي ما ذنب فاطمة جول؟، حيث حققت من خلالها نجاحًا كبيرًا. قدمت أداءً متميزًا جعلها واحدة من أبرز الوجوه في الدراما التركية.

## حياتها
أكملت المرحلة الثانوية ثم واصلت تعليمها في كلية فرانكلين فيسويسرا ، حيث درست التمثيل في مسرح الفاعلون بإسطنبول. بالإضافة إلى ذلك، حصلت على دورات وشهادات في التمثيل خارج تركيا، مما ساهم في تعزيز مهاراتها الفنية وتطوير أدائها.

## أعمالها

### في التلفزيون
- كنت رهيبة (الموسم الأول) 2008
- القسم 163 2009
- ما ذنب فاطمة جول؟ 2010 - 2011
- الحسابات الصغيرة 2012
- الفائزون الدراويش 2013
- تسعون 2013
- بداية الحذف 2014
- العصفور هول 2015
- السلطانة كوسيم 2015
- حب بلا حدود 2023 - 2024
- قلب أسود 2024 -

## في السينما
- الشعور الأزرق 2010
- سرقة البنك 2014
- المرأة العاملة 2014

## وصلات خارجية
- اسرا ديرمانكلوجلو على موقع IMDb (الإنجليزية)
- اسرا ديرمانكلوجلو على موقع روتن توميتوز (الإنجليزية)
- اسرا ديرمانكلوجلو على موقع ألو سيني (الفرنسية)
- اسرا ديرمانكلوجلو على موقع قاعدة بيانات الفيلم (الإنجليزية)
- اسرا ديرمانكلوجلو على موقع كينوبويسك (الروسية)